# Helen Caldicott
Helen Mary Caldicott (Melburne, 7 de agosto de 1938) es una médica, autora y defensora antinuclear australiana. Fundó varias asociaciones dedicadas a oponerse al uso de la energía nuclear, las municiones de uranio empobrecido, las armas nucleares, la proliferación de armas nucleares y la acción militar en general. En 2006 fue nombrada por el Instituto Smithsonian como una de las mujeres mas influyentes del siglo XX.

## Biografía
Caldicott nació en Melburne, Australia, hija de un gerente de fábrica Philip Broinowski, y una diseñadora de interiores, Mary Mona Enyd. Estudió en una escuela pública la mayoria de su formación obligatoria y 4 años en una escuela secundaria privada llamada Fintona Girls School en Adelaide.
A los 17 años se matriculó en la Facultad de Medicina de la Universidad de Adelaide y en 1961 se graduó con una licenciatura en ciencias (B.S.) en cirugía y una licenciatura en medicina (M.B.), una vez finalizada la carrera Caldicott se une al Hospital de niños de Adelaida. En 1966 se muda junto con su pareja a Boston para obtener una beca en nutrición que duró tres años en la Escuela de Medicina de Harvard. En 1969 regresa a Adelaida y se une al Hospital Queen Elizabeth en la unidad renal y es aquí donde completa un año de pasantía y dos de pediatría y a principios de la década de los 70 crea su clínica privada especializada en fibrosis quística.
En 1975, Caldicott regresó a Boston con una beca de investigación en fibrosis quística en el Children's Hospital Medical Center y enseñó pediatría entre 1977 a 1978 en la Harvard Medical School. Abandona su carrera médica desde 1980 para consagrarse al movimiento antinuclear.
Desde su hogar en Canberra, vive de acuerdo con sus creencias ambientales. Como le dijo al reportero Will Nixon en 1992 cuando fue entrevistada para la revista E.
“Acabo de sembrar 400 eucaliptos y árboles de selva tropical en mi terreno. Fue como tener un bebé, la alegría que me dio porque estoy reponiendo la tierra”.

### Activismo
Caldicott Lideró un movimiento antinuclear en su Australia natal a principios de la década de 1970, obligó a Francia a detener las pruebas nucleares en el Pacífico Sur y bloqueó con éxito las exportaciones de uranio de Australia entre 1975 y 1982. Jugó un papel decisivo en la reactivación de Médicos por la Responsabilidad Social y se convirtió en líder del movimiento antinuclear estadounidense, que se expandió rápidamente durante su presidencia (1978-1983). Abandona por completo su carrera médica para dedicarse por completo al liderazgo de la organización antinuclear. Caldicott promueve conscientemente una ética femenina de cuidado, alentando a las mujeres a asumir roles de cuidado más activos y alentando a los hombres a desarrollar un elemento de crianza en sus vidas.
Aunque su discurso es particularmente atractivo para las mujeres y, en ocasiones, afirma que las mujeres son especialmente adecuadas para salvar el planeta de los belicistas y las corporaciones multinacionales, también tiene muchos seguidores masculinos.
Accede a la notoriedad en 1982, gracias a su participación en el documental canadiense Si a este planeta lo amamos (If you love this planet). Caldicott acusó entonces a la Hershey Foods Corporación de distribuir alimentos contaminados por estroncio 90 como consecuencia del siniestro de la central nuclear de Three Mile Island. Según Caldicott, el estroncio 90 absorbido por los vegetales fueron luego ingeridos por las vacas, produciendo así leche contaminada que utilizaba la sociedad Hershey.
En 1982, funda igualmente la asociación Women’s Acción for Nuclear Disarmament (WAND, movimiento de las mujeres para el desarme nuclear), luego Women’s Action for New Directions (WAND, movimiento de las mujeres para orientaciones nuevas), un grupo que pretende reducir la utilización de la energía nuclear.
Helen Caldicott participó activamente al seno del grupo Physicians for Social Responsibility de 1977 a 1986, una organización que reagrupa 23 000 médicos que desean informar la población de los riesgos de la energía nuclear. Trabajó a través del mundo creando grupos similares.  Internacional Physicians for the Prevención of Nuclear War (grupo internacional de los médicos para la prevención de la guerra nuclear) siendo recompensada por el premio Nobel de la paz en 1985.
En 1990, se lanza como política y se postula al escaño de diputada por la circunscripción de Richmond (Australia). A pesar de su fracaso, intenta en 1991 de entrar al Senado Australiano con el apoyo del partido demócrata australiano para la plaza de senadora del New South Wales. No obstante, un líder del partido fue preferido.
Una de sus encuestas fue seleccionada por Project Censored (organismo de encuesta universitaria) en 1990. Citando las investigaciones de las científicas soviéticos Valery Burdakov y Vyacheslav Fiin, Caldicott afirma que el programa de naves espaciales de la NASA destruye la capa de ozono. Un total de 300 vuelos serían suficiente para "destruir completamente la capa de ozono que protege la Tierra". No hay sin embargo un prueba científica.
En 1995, Helen Caldicott vuelve a EE. UU., donde enseña política internacional y ambiente en la New School of Social Research on the Media (Nueva York). Anima igualmente una emisión de radio semanal sobre WBAI y resulta presidenta fundadora de la fundación STAR (Standing for Truth About Radiation).
Su sexto libro, The New Nuclear Danger: George W. Bush’s Military Industrial Complex, se publicó en 2001. Crea el Nuclear Policy Research Institute, cuyo escaño es en Washington. El objetivo del NPRI es de empujar los grandes medios de comunicación a informar sobre los peligros nucleares, de crear un consenso popular en torno a una parada necesaria de los programas nucleares civil y militar.
La película documental Helen's War: retrato de una disidente (2004) es una inmersión en la vida de Helen Caldicott, filmada a través de los ojos de su sobrina, la realizadora Anna Broinowski.
Helen Caldicott comparte su tiempo entre los Estados Unidos y Australia, continúa sus conferencias con el fin de dar su parecer sobre lo nuclear. Ha sido recompensada por 19 doctorados honorarios, nominada para el premio Nobel de la paz, recompensada por el premio Lannan Foundation para su libertad cultural en 2003, la Organización Pacífica Australiana la recompensó con el primer Australian Peace Prize "for her longstanding commitment to raising awareness about the medical and environmental hazards of the nuclear age" en 2006. El Smithsonian Institution nombró a Caldicott como una de las mujeres más influentes del s. XX.
En mayo de 2003, Helen Caldicott da una conferencia sobre « la nueva amenaza nuclear » en la Universidad de San Diego, en Estados Unidos.

## Distinciones
- Premio Thomas Merton 1979

## Obra
Sus libros han recibido tanto elogios como críticas, algunas veces incluso de quienes parecían ser sus amigos. Algunos críticos señalaron que el documento era demasiado superficial e impreciso en la publicación altamente controvertida. Entre sus obras podemos encontrar la primera publicación en 1979 Nuclear Madness, en 1984 Misil Envy, entre 1992 y 2009 If You Love This Planet: A Plan to Heal the Earth. A Desperate Passion: An Autobiography en 1996, en 1997 Metal of Dishonor: How Depleted Uranium Penetrates Steel, Radiates People and Contaminates the Environment, Publicó: Internacional Acción Center. ISBN 0-9656916-0-8. Entre 2001 y 2004 The New Nuclear Danger: George W. Bush’s Military Industrial Complex, en 2006 Nuclear Power Is Not the Answer to Global Warming or Anything Else y este mismo año War in Heaven: The Arms Race in Outer Space (con Craig Eisendrath).

## Filmografía
En 1982 participa en un documental llamado:  If You Love This Planet, documental recompensado a los Oscars en donde dio conferencias sobre las posibles consecuencias médicas y sociales de la guerra nuclear y abogó por el desarme nuclear. La película incluye imágenes de noticias de la carrera armamentista y los bombardeos de Hiroshima y Nagasaki, que muestran la devastación y el sufrimiento de la población civil japonesa. El gobierno de Ronald Reagan intentó evitar distribuir tal producción.